# AN/SPG-51
AN/SPG-51 — американская РЛС сопровождения и подсветки цели для зенитных ракет RIM-24 «Тартар» и *RIM-66 «Стандарт» SM-1.
Применялся на крейсерах типов «Калифорния» и «Вирджиния», эсминцах типа «Кидд», французских фрегатах типа «Кассард» и др. Являлись частью системы управления огнём Mk 74.

## Характеристика радара
Радар предназначен для наведения на цель ракет «Страндарт» SM-1, а также некоторых предшествующих типов американских зенитных ракет. Одновременно выполняет функции импульсно-доплеровской РЛС сопровождения цели, используя диапазон C (4-6 ГГц) и РЛС подсветки цели диапазона X (8-10 ГГц) для полуактивного наведения ракеты на цель. Обе РЛС используют один и тот же отражатель, но имеют разные облучатели (решётчатый отражатель X-диапазона встроен внутрь диэлектрического покрытия параболической антенны).
В настоящее время используются две модификации радара — 51C и 51D.
Модификация 51С — полностью полупроводниковая, с интерфейсом для подключения к цифровой системе управления оружием. Начиная с этой версии радары снабжаются системой автоматического захвата и сопровождения цели. В этой версии появились два новых режима работы: горизонтный поиск для обнаружения низколетящих целей и поверхностный захват/сопровождение для работы со скоростными атакующими целями. В первом режиме радар работает с постоянным углом возвышения, а интервалы скоростей и дальностей установлены таким образом, чтобы отслеживать цели со скоростями менее 1,2 М на дистанциях, характерных для обычного процесса захвата и сопровождения. Во втором режиме луч локатора располагается горизонтально, а частота импульсов устанавливается таким образом, чтобы дальность действия локатора соответствовала расстоянию до горизонта. Импульсная мощность передатчика этой модификации — 30 кВт, а диаметр антенны 2,31 м.
Модификация 51D, предназначенная для системы управления оружием «Тартар-D» (цифровой «Тартар») использует антенну диаметром 2,34 м с коэффициентом усиления 39,5 dB для сопровождения и 45 dB для подсветки. Ширина луча составляет 1,6º для сопровождения и 0,9º для подсветки при ширине 80º в режиме поиска. Передатчик с перестройкой частоты имеет импульсную мощность 81 кВт для сопровождения и 5 кВт для подстветки. Длительность импульса для сопровождения составляет 2,1-3,2 мкс, частота импульсов — 9,5-16,7 кГц. Имеется также режим поверхностного поиска с частотой импульсов 4.1 кГц, соответствующей горизонтной дальности. В этой модификации используется новый формирователь импульса, обеспечиающий более узкий спектр сигнала и, следовательно, меньшие помехи другим радарам.

## Модификации
- AN/SPG-51A: — базовая модификация.
- AN/SPG-51B: — вторая, коренным образом переработанная модификация.
- AN/SPG-51C: — самая ранняя используемая в настоящее время модификация с полностью автоматическим сопровождением цели, цифровым интерфейсом для системы управления огнём и расширенными возможностями электронного противодействия.
- AN/SPG-51D: — модификация с доплер-анализатором для более надёжного сопровождения цели.
- AN/SPG-51E: — универсальная модификация, с дополнительными возможностями управления артиллерийским огнём и наведения ракет RIM-8 «Талос».

## Установки на кораблях
- Ракетные крейсера типа «Олбани» («Тартар»)
- Эскадренный миноносец DL-2 «Митчер»
- Эскадренные миноносцы типа «Форрест Шерман»
- Эскадренные миноносцы типа «Чарльз Ф. Адамс» («Тартар», «Стандарт» SM-1 MR)
  -  Эскадренные миноносцы типа «Лютьенс»
  -  Эскадренные миноносцы типа «Перт»[англ.]
- Ракетные крейсера типа «Калифорния» («Стандарт» SM-1 MR)
- Ракетные крейсера типа «Вирджиния» («Стандарт» SM-1 MR)
- Эскадренные миноносцы типа «Кидд» («Стандарт» SM-1 MR)
  -  Эскадренные миноносцы типа «Кидд»
- Фрегаты типа «Брук»
- Эскадренные миноносцы типа «Кассар»
- Эскадренные миноносцы типа T 47[англ.]
- Эскадренные миноносцы типа «Аудаче»
- Эскадренные миноносцы типа «Луиджи Дуранд де ла Пенне»
- Эскадренные миноносцы типа «Хатакадзэ»
- Фрегаты типа «Балеарес»